# 벵골인
벵골인(Bengali people)은 벵골 지역을 중심으로 거주하며 벵골어를 사용하는 동부 인도아리아인 민족이다. 벵골인은 방글라데시에 사는 사람을 중심으로 이슬람이 많다. 이슬람교를 제외하면 대부분은 힌두교도이다. 기타 소수의 불교도도 있다. 그러나 종교에 관계없이 벵골어(방글라বাংলা Bangla)와 벵골 문자(বাঙালি, 방갈리)가 널리 사용되고 있어 민족의식이 강하다.
방글라데시에 가장 많은 인구가 밀집해서 살고 있으며, 서벵골, 인도의 트리푸라에 많은 인구가 살고 있다. 북동 인도, 뉴델리를 비롯하여 아삼 주, 자르칸드 주, 비하르 주, 마하라슈트라 주, 카르나타카 주, 케랄라 주, 안드라프라데시 주, 마디아프라데시 주, 우타르프라데시 주, 오디샤 주에도 많은 벵골인들이 산재되어 사회를 구성하고 있다. 해외로는 영국과 미국에 잘 알려진 사회를 구성하고 있으며, 주로 실렛 출신자들이 영국의 런근 근교의 이스트 버러에 약 30만명의 인구가 살고 있으며, 미국에도 약 15만명이 뉴욕을 중심으로 거주하고 있다. 페르시아만을 끼고 있는 걸프 주에도 수백만명이 외국인 근로자로 일을 하고 있다. 파키스탄, 말레이시아, 대한민국, 캐나다, 일본, 오스트레일리아 등과 많은 나라에 다수의 인구가 산재되어 있다.

## 같이 보기
- 방글라데시인